# Вера Ђурашковић
Вера Ђурашковић (Београд, 29. август 1949) некадашња је југословенска и српска кошаркашица. Заслужни је спортиста СФРЈ.

## Биографија
Рођена је у Београду. Од 1964. наступала је за Кошаркашки клуб "Босна", Сарајево, са којим је освојила првенство (сезона 1973/74) и Куп (1976/77) СФРЈ.
Била је капитен трофејне генерације кошаркашица Босне, за коју је уписала око 600 наступа, тренер те екипе био је њен супруг Чедо Ђурашковић. Проглашена је два пута за најбољу спортисткињу СР Босне и Херцеговине, 1975. и 1977. године. Године 1980. прешла је у ЖКК "Будућност", Титоград, који је 1983. ушао у Прву савезну лигу. Ту је и окончала своју клупску каријеру. Осим у Сарајеву, Београду и Подгорици (тада Титограду), део живота провела је у канадском граду Калгарију. У Канади је стекла ново искуство и била је успешан тренер (1996-2006) тамошњег тима "Калгари ролере" који се такмичио у лиги кошарке у колицима. Са овим тимом је пет пута заредом била првак Канаде (1996-2001) и проглашена је тренером године (2002).
Од 1968. била је члан репрезентације СФРЈ, за коју је одиграла
150 утакмица.. Учествовала је на Летњим олимпијским играма 1980 у Москви, када су југословенске кошаркашице заузеле треће место.
Била је најбољи стријелац на овом такмичењу. Са репрезентацијом је освојила златну, сребрну и бронзану медаљу на балканским шампионатима, а учествовала је и на два европска првенства.

## Награде и признања
Носилац је Мајске награде Савеза организација за физичку културу (СОФК) БиХ, Златне плакете Кошаркашког савеза Југославије и Медаље заслуга за народ. Заслужни је спортиста СФРЈ. Добитница је националног признања од стране Владе Републике Србије за остварене врхунске спортске резултате.

## Успеси

### Репрезентативни
- Бронзана медаље

Олимпијске игре 1980. Москва